# アドレル・アリーナ
アドレル・アリーナ (Adler Arena Skating Center,ロシア語: Адлер-Арена) は、ロシア、ソチにある定員8000名のアリーナ。ソチ市中心部から約25km南東にあるアドレル地域にある。

## 年表
- 2012年 - 開場
  - 12月 - スピードスケート・ロシア選手権大会
- 2013年3月 - 世界距離別スピードスケート選手権大会
- 2014年
  - 2月 - ソチオリンピック
  - ソチオリンピック後 - 改装
  - 11月 - World Robot Olympiad 2014
- 2015年
  - 4月 - フェドカップ2015 準決勝

## 建築の特徴
角度のある壁と三角形のステンドグラス製窓によって、結晶でできた氷山のような外観を模しており、建物自体の灰色と白色がその印象をより強めている。観客たちが建物の外を見られるように、スケートリンクに沿った壁は透明となっている。地域の自然の特徴を最大限に活かすようデザインされた。

## 競技場記録
| 距離                  | 記録者                                                                | 記録     | 年月日            | 大会等           |
| --------------------- | --------------------------------------------------------------------- | -------- | ----------------- | ---------------- |
| 500 m                 | ロナルト・ムルダー                                                    | 34.49    | 2014年2月10日     | ソチオリンピック |
| 1000 m                | ステファン・フロータイシュ                                            | 1:08.39  | 2014年2月12日     | ソチオリンピック |
| 1500 m                | ズビギニェフ・ブロドカ                                                | 1:45.006 | 2014年2月15日     | ソチオリンピック |
| 3000 m                | イワン・スコブレフ                                                    | 3:43.49  | 2014年2月3日      | 試走             |
| 5000 m                | スベン・クラマー                                                      | 6:10.76  | 2014年2月8日      | ソチオリンピック |
| 10000 m               | ヨリト・ベルフスマ                                                    | 12:44.45 | 2014年2月18日     | ソチオリンピック |
| 団体追い抜き(8ラップ) | オランダ ヤン・ブロクハイゼン スベン・クラマー コーエン・フェルヴァイ | 3:37.71  | 2014年2月22日     | ソチオリンピック |
| 複合                  | 記録者                                                                | 得点     | 年月日            | 大会等           |
| 2 x 500 m             | ミヘル・ムルダー                                                      | 69.312   | 2014年2月10日     | ソチオリンピック |
| スプリント            | ドミトリー・ロブコフ                                                  | 143.840  | 2012年12月28-29日 | ロシア選手権     |
| 大複合                | イワン・スコブレフ                                                    | 152.747  | 2012年12月26-27日 | ロシア選手権     |

| 距離                  | 記録者                                                                | 記録    | 年月日            | 大会等           |
| --------------------- | --------------------------------------------------------------------- | ------- | ----------------- | ---------------- |
| 500 m                 | 李相花                                                                | 37.28   | 2014年2月11日     | ソチオリンピック |
| 1000 m                | 張虹                                                                  | 1:14.02 | 2014年2月13日     | ソチオリンピック |
| 1500 m                | ヨリエン・テルモルス                                                  | 1:53.51 | 2014年2月16日     | ソチオリンピック |
| 3000 m                | イレイン・ブスト                                                      | 4:00.34 | 2014年2月9日      | ソチオリンピック |
| 5000 m                | マルティナ・サーブリーコヴァー                                        | 6:51.54 | 2014年2月19日     | ソチオリンピック |
| 団体追い抜き(6ラップ) | オランダ マリット・レーンストラ ヨリエン・テルモルス イレイン・ブスト | 2:58.05 | 2014年2月22日     | ソチオリンピック |
| 複合                  | 記録者                                                                | 得点    | 年月日            | 大会等           |
| 2 x 500 m             | 李相花                                                                | 74.700  | 2014年2月11日     | ソチオリンピック |
| スプリント            | オルガ・ファトクリナ                                                  | 155.255 | 2012年12月28-29日 | ロシア選手権     |
| 小複合                | エカテリーナ・シクホバ                                                | 166.461 | 2012年12月26-27日 | ロシア選手権     |